# Zonal
Zonal är ett begrepp för att på en glob ange riktning längs med en latitud (breddgrad), dvs i väst-östlig riktning. 
Meridional motsvarar zonal men avser, analogt, längs med en longitud (längdgrad), men syd-nordlig riktning. 
Uttrycken är vanliga i meteorologiska sammanhang. Exempelvis är en zonalvind en vind som blåser från väst mot öst på samma sätt som en meridionalvind blåser från söder mot norr.
Begreppen kan även avse områden som, map läge & utsträckning, avgränsas av två latituder eller/och longituder. 
Zonalt och meridionalt är följaktligen ortogonala, mot varandra vinkelräta, koordinater. I ett vektorfält som exempelvis visar vindhastighet e.dyl., noterar man 
zonalkomponenten, x-koordinaten, med u, samt meridialkomponenten, y-koordinaten, med v. 
(Med reservation för regionala och nationella varianter eller annan praxis.)